# Unità di informazione finanziaria
Die Unità di informazione finanziaria (UIF) ist die italienische Zentralstelle für die Entgegennahme, Sammlung und Auswertung von Meldungen über verdächtige Finanztransaktionen, die im Zusammenhang mit Geldwäsche oder Terrorismusfinanzierung stehen könnten (Financial Intelligence Unit – FIU). Sie ist bei der italienischen Zentralbank Banca d’Italia angesiedelt, dort jedoch organisatorisch eigenständig und im Rahmen ihrer Aufgaben und Befugnisse fachlich unabhängig. Rechtsgrundlage ist das gesetzesvertretende Dekret 231/2007, mit dem die Richtlinie 2005/60/EG zur Verhinderung der Nutzung des Finanzsystems zum Zwecke der Geldwäsche umgesetzt wurde.

## Organisation
Der Direktor der UIF wird auf Vorschlag des Gouverneurs der Banca d’Italia von deren Direktorium für eine Amtszeit von fünf Jahren ernannt. Eine einmalige Wiederernennung ist möglich. Der Direktor steht einem Expertengremium vor, dessen vier andere Mitglieder nach Anhörung des Zentralbank-Gouverneurs vom Finanzminister für drei Jahre ernannt werden, wobei eine Genderquote zu berücksichtigen und wiederum nur eine Wiederernennung möglich ist. Alle Mitglieder des Gremiums müssen einschlägige Berufserfahrung und eine „ehrbare Lebensführung“ nachweisen können. Das Gremium tagt mindestens halbjährlich und hat beratende und unterstützende Funktionen. Darüber hinaus erstellt es Gutachten über die Arbeit der UIF, die in den jährlichen Bericht über die Tätigkeit der UIF an das Parlament einfließen. Die Bank von Italien ist für die Ausstattung der UIF verantwortlich.
Die UIF gliedert sich in zwei Abteilungen oder Dienste und diese weiter in Referate. Die Abteilung für verdächtige Operationen (Servizio operazioni sospette) übernimmt die Entgegennahme und Sammlung von Verdachtsmeldungen und die damit in Zusammenhang stehenden technischen Angelegenheiten. Die Abteilung für Analysen und institutionelle Beziehungen ist für die Auswertung und Meldung verdächtiger Transaktionen verantwortlich und für die Zusammenarbeit mit anderen Behörden und Organisationen in Italien und im Ausland sowie für Verwaltungs- und Rechtsangelegenheiten (Stand 2019).

## Aufgaben und Befugnisse
Die UIF hat folgende Aufgaben:
- Annahme von Verdachtsmeldungen und Analyse der entsprechenden Transaktionen
- Vorbeugende Analyse von Finanzflüssen
- Vorübergehende Aussetzung von verdächtigen Finanztransaktionen (bis zu fünf Arbeitstage) auf eigene Initiative oder auf Ersuchen von Strafverfolgungsbehörden (Guardia di Finanza, Direzione Investigativa Antimafia, Staatsanwaltschaften, ausländische Financial Intelligence Units)
- Veröffentlichung von Richtlinien, Verfahrens- und Detailvorgaben bezüglich der Verdachtsmeldungen im Amtsblatt der Italienischen Republik und auf der UIF-Website
- Prüfung der Einhaltung der Verdachtsmeldenormen bei den Finanzintermediären, auch in Zusammenarbeit mit der Guardia di Finanza
- Meldung von Verstößen gegen die Verdachtsmeldenormen an die zuständigen Aufsichtsbehörden (Zentralbank, IVASS, Consob)
- Schnellstmögliche Weiterleitung von relevanten Untersuchungsergebnissen an die Guardia di Finanza (Nucleo speciale di polizia valutaria) und an die Direzione Investigativa Antimafia

Die UIF kann Erhebungen und Analysen direkt bei den Finanzintermediären durchführen. Bestimmte öffentliche Verwaltungen und Unternehmen sind verpflichtet, regelmäßig Statistiken für die UIF zu erstellen. Die UIF hat Zugang zu den nationalen Steuer-, Unternehmens-, Immobilien- und Bankkontendatenbanken. Es gelten dabei besondere Datenschutzbestimmungen.

## Geschichte
Die UIF ging am 1. Januar 2008 de facto aus Teilen des ehemaligen Ufficio Italiano dei Cambi (UIC; „Italienisches Büro für Währungstausch“) hervor. Das 1945 aus dem früheren Istituto nazionale per i cambi con l’estero entstandene und ebenfalls bei der Banca d’Italia angesiedelte UIC war rund 50 Jahre lang für Kapitalverkehrskontrollen, die Zahlungsbilanzstatistik, die Verwaltung der Währungsreserven, den staatlich monopolisierten  Goldhandel, den Handel mit ausländischen Wertpapieren, mit im Ausland emittierten italienischen Wertpapieren und mit italienischen Fremdwährungspapieren zuständig. Um 1990 verlor das an der Via Quattro Fontane in Rom ansässige UIC etliche dieser Aufgaben, erhielt jedoch im Gegenzug unter anderem die Zuständigkeit für Geldwäsche-Verdachtsmeldungen und weitere damit in Zusammenhang stehende Aufgaben. Zu diesem Zweck entstand im UIC eine Abteilung zur Bekämpfung der Geldwäsche. Aus dieser ging Anfang 2008 die UIF mit heutigem Sitz am Largo Bastia 35 hervor. Die anderen Stellen des gleichzeitig aufgelösten UIC wurden von der Zentralbank übernommen.